# MV Darlwyne
El MV Darlwyne fue una embarcación de recreo de la Marina Real Británica reconvertido, que desapareció frente a la costa de Cornualles el 31 de julio de 1966 con su dotación de treinta y una personas (dos tripulantes y veintinueve pasajeros, incluidos ocho niños). Posteriormente se recuperaron doce cadáveres y algunos artefactos, pero el resto de las víctimas y el cuerpo principal del naufragio nunca fueron encontrados.
Construido en 1941, tras finalizar su servicio naval en 1957, el Darlwyne fue utilizado como crucero de cabina privado, primero en el río Támesis y más tarde en Cornualles, donde se convirtió en un barco comercial de pasajeros, a pesar de no tener licencia para tal trabajo. Sufrió considerables modificaciones estructurales, incluida la eliminación de sus mamparos estancos originales y la conversión de su cabina de popa en una gran cabina abierta. Estos cambios afectaron negativamente a su navegabilidad. Los informes de los inspectores de 1964 y 1966 indicaron que el Darlwyne no era apto para el mar abierto; además, no llevaba radio ni bengalas de socorro, y sus ayudas salvavidas eran rudimentarias.
En 1966, el Darlwyne era propiedad de John Barratt, de Penryn, en Cornualles. El fatal viaje se organizó cuando el capitán del barco, Brian Bown, aceptó llevar a un grupo de invitados de la casa de huéspedes Greatwood en Mylor (Cornualles) en un viaje por mar a Fowey. En la mañana del 31 de julio, el viaje de ida se completó sin contratiempos, pero el tiempo empeoró posteriormente. Bown ignoró el consejo de permanecer en el puerto de Fowey y, poco después de las 16:00 horas, inició el viaje de regreso a Mylor. Un avistamiento no confirmado alrededor de las 18:00 horas situó al barco, en condiciones que empeoraban, en las proximidades de Dodman Point, una importante formación costera. Tras su fracaso en llegar a Mylor, se dio la alarma a primera hora del 1 de agosto y se iniciaron búsquedas completas por aire y mar al amanecer. Tras la recuperación de 12 cuerpos, las búsquedas continuaron de forma intermitente durante varios meses, sin encontrar rastros del barco.
Una investigación de la Junta de Comercio sobre la pérdida del Darlwyne atribuyó la principal culpa a Barratt y Bown por permitir que el barco se hiciera a la mar en condiciones inseguras y sin preparación. Bown murió en el desastre; Barratt fue sancionado y se le ordenó contribuir con 500 £ al coste de la investigación. El informe de la Junta expuso la laxitud con la que se administraban las regulaciones de licencias para embarcaciones y condujo a sanciones más severas por incumplimiento, pero no hubo cambios regulatorios inmediatos y no se recomendaron procedimientos penales. En abril de 1967, se dedicó una pantalla conmemorativa, con los nombres de los 31 muertos, en la iglesia de Mylor en un servicio especial dirigido por el obispo de Truro. En 2016, en el 50 aniversario del hundimiento, los buzos encontraron un ancla y otros escombros en un lugar cercano a Dodman Point, que afirmaron que eran con toda probabilidad restos del Darlwyne.